# Victor Stănculescu
Victor Atanasie Stănculescu (Tecuci, 10 de mayo de 1928-Ghermănești, 19 de junio de 2016) fue un general rumano durante la era comunista. Jugó un papel importante en el derrocamiento de la dictadura por negarse a obedecer órdenes del dictador Nicolae Ceauşescu durante la Revolución rumana de 1989. Su inacción permitió a los ciudadanos manifestarse en la capital, Bucarest, contra el  gobierno para tomar control. Adicionalmente, como militar, el 25 de diciembre de 1989, Stanculescu organizó el juicio y ejecución de  Ceauşescu y su esposa Elena Ceauşescu.

## Biografía
Victor Atanasie Stănculescu nació el 10 de mayo de 1928 en la ciudad de Tecuci (condado de Galați). Trabajó como brigadier en el sitio nacional en Bumbești - Livezeni, donde se convirtió en instructor del sitio y luego en instructor de salud del sitio. Asistió a la Escuela Militar de Oficiales de Artillería en Sibiu (graduado el 30 de diciembre de 1949), luego a la Facultad de Artillería en la Academia Militar "I.V. Stalin" en Bucarest (graduado en 1952) y más tarde a un curso de posgrado en la Academia de Estudios Económicos de la misma ciudad.
Después de graduarse de la Escuela de Oficiales, fue ascendido al rango de teniente y asignado al Centro de Entrenamiento de Artillería "Mihai Bravu". Luego asistió a la Academia Militar, siendo colega del futuro general Vasile Milea y el 23 de agosto de 1952 fue ascendido al grado de teniente mayor. Siguió una brillante carrera militar. El 5 de septiembre de 1952, dos semanas después de su anterior ascenso, fue ascendido al rango de capitán.
Solicitó la afiliación al Partido Comunista Rumano (PCR) el 22 de diciembre de 1954, en una solicitud enviada a la Organización Básica de UM 04348 en Timisoara, motivando la necesidad de su ingreso en el partido: "Hoy, cuando la reacción internacional busca por todos los medios atacar a los países socialistas, podré luchar más fuerte para fortalecer la capacidad de defensa de nuestro país”. Sus críticas eran que no tenía actividad práctica y que era laxo. Para compensar estas deficiencias, tomó cursos de formación política en la Universidad Vespertina del Marxismo-Leninismo. Fue admitido en el PCR en marzo de 1957.
Fue asignado en 1952 al puesto de jefe de Estado Mayor del 38.º Cuerpo de Artillería del Ejército en Timișoara (1952-1955). Desempeñará entonces las funciones de jefe de departamento en el Estado Mayor, jefe de departamento y luego subjefe del Estado Mayor y jefe del Departamento de Organización, Movilización, Planificación y Dotación del Estado Mayor. En 1955 fue ascendido al grado de mayor y luego en 1960 al grado de coronel.
En 1968, durante la invasión de Checoslovaquia, fue ascendido al rango de general de división. Destacado por sus conocimientos económicos, es designado para dirigir la Dirección Económica del Ministerio de la Defensa Nacional. Luego se desempeñó como Viceministro (1981-1986) y luego como Viceprimer Ministro (1986-1989) de la Defensa Nacional.

## Rol en la revolución de 1989
El 17 de diciembre de 1989, habiendo servido como Viceministro de Defensa Nacional, Vasile Milea lo envió a Timisoara para reprimir la revolución. Ceausescu estaba muy satisfecho con su trabajo, ya que lo nombró único comandante militar de Timisoara. Al regresar a Bucarest en la noche del 21 al 22 de diciembre, se dirigió al Hospital Militar de Bucarest, donde discretamente le pidió al comandante del hospital, un buen amigo suyo, que le pusiera una pierna enyesada, para evadir la participación en la represión de la revolución. Sin embargo, compareció ante el Comité Central del PCR, a instancias de Nicolae Ceaușescu, y fue designado por este Ministro de Defensa Nacional en lugar de Vasile Milea, quien se suicidó (¿?) alrededor de las 9.30 de la mañana del 22 de diciembre.
Después de la evacuación de los Ceausescu del edificio del CC el 22 de diciembre de 1989, el general Victor Stanculescu se puso del lado de la revolución y envió por teléfono, a las 13:30, la Orden número 38 que decía lo siguiente: "Las unidades militares en todo el país se están retirando a los cuarteles, en orden y en calma, sin ser provocadas, desarmadas o dispersadas. Las unidades militares que se empeñan frente a las sedes de los comités de condados del partido calmarán los ánimos, sin disparar, luego se retirarán a los cuarteles, y las unidades se organizarán para defender los cuarteles y todos los objetivos militares."
También asumió el liderazgo del ejército rumano, quitándolo de las órdenes del comandante supremo restante de las fuerzas armadas, Nicolae Ceaușescu. Al mismo tiempo, dio la siguiente orden número 39 al Ejército: "Solo se cumplirán las órdenes recibidas del Ministro de la Defensa Nacional. Para establecer las prioridades de seguridad, los mandos militares deben ponerse de acuerdo con las autoridades locales y deben llevar un brazalete tricolor en el brazo izquierdo.”
El general Victor Stănculescu se convirtió en miembro del Consejo del Frente de Salvación Nacional y tuvo uno de los roles principales en la organización del juicio de los Ceausescu y su ejecución el 25 de diciembre de 1989, participando en el juicio como delegado del FSN, junto con Gelu Voican-Voiculescu y Virgil Măgureanu.

## Acusación y muerte
En 2008 Stănculescu y otro general, el exministro del Interior, Mihai Chițac, fueron acusados de homicidio involuntario agravado por la Corte Suprema de Rumania por la muerte a balazos de manifestantes prodemocracia en Timişoara, durante la Revolución de 1989. Fue sentenciado a 15 años de cárcel, pero fue liberado en 2014.
Murió en 2016, en Ghermănești, a los 88 años de edad.